# Panic (패닉의 음반)
《Panic》은 이적과 김진표가 결성한 그룹 패닉의 데뷔음반으로, 그룹명과 같은 앨범 표제를 가졌다.
2007년에는 한국대중음악 100대 명반 중 71위에 선정되었다.

## 수록곡
전체 작곡: 이적
| #             | 제목                                          | 작사          | 재생 시간 |
| ------------- | --------------------------------------------- | ------------- | --------- |
| 1.            | 〈Intro : Panic Is Coming〉                   | 이적          | 1:30      |
| 2.            | 〈아무도〉                                    | 이적          | 3:18      |
| 3.            | 〈너에게 독백〉                               | 이적          | 4:42      |
| 4.            | 〈달팽이〉                                    | 이적          | 4:57      |
| 5.            | 〈다시 처음부터 다시〉                        | 이적          | 4:22      |
| 6.            | 〈왼손잡이〉 (Acoustic Guitar Ver.)           | 이적          | 2:33      |
| 7.            | 〈더...〉                                     | 이적          | 5:37      |
| 8.            | 〈기다리다〉                                  | 이적          | 4:12      |
| 9.            | 〈안녕〉                                      | 이적          | 5:27      |
| 10.           | 〈Outro : 다시 처음부터 다시〉 (Saxy Reprise) | -             | 1:07      |
| 총 재생 시간: | 총 재생 시간:                                 | 총 재생 시간: | 37:45     |

## 참여
이 목록은 해당 앨범의 부클릿에서 발췌하였다.
패닉
- 이적 - 리드 보컬, 랩, 어쿠스틱 기타, 건반 악기, 신시사이저, 컴퓨터 프로그래밍
- 김진표 - 리드 랩, 보컬, 색소폰(방송 활동 시)

참여 연주자
- Jeremy D. Crouse - 블루스 하모니카(2)
- 김효국 - 오르간(3, 9), 신스 현악(4)
- 박성진 - 전기 기타(2, 9)
- 이재덕 - 코러스(2, 3)
- 김민경, 김성준, 손용준, 유재광, 홍승표 - 코러스(5)

스탭
- 강희창, 이정한(예성 스튜디오) - 녹음
- 강희창(예성 스튜디오) - 믹싱
- 장미기획 - 프로듀서
- 최성원 - 디렉팅
- 김혜숙 - 아트 디자인
- 차주인 - 사진